# Isaac Pitman
Isaac Pitman (Trowbridge, Wiltshire, 4 de janeiro de 1813 – Somerset, 12 de janeiro de 1897), nomeado cavaleiro em 1894, foi um educador e inventor inglês. Em 1837, ele inventou um método de taquigrafia (ou estenografia), que ganhou divulgação à base de fichas e intercâmbio postal com seus alunos. Foi também vice-presidente da Sociedade Vegetariana.

## Biografia
Em 1831, após trabalhar como balconista em uma indústria têxtil, Isaac Pitman entrou para uma escola de formação de professores. Ele trabalhou, por onze anos, em escolas elementares, como Barton-on-Humber e Wotton-under-Edge, onde criou seu método, publicado em 1837, com o título Stenographic Sound Hand, founded on Walkers Principles of English Pronunciation. Ele escreveu tal trabalho sob a sugestão de Samuel Bagster, que o publicou com um preço baixíssimo para conseguir a maior distribuição possível.
Em 1840, surgiu a segunda edição do método, titulada "Phonography or Writing by Sound" (Fonografia, ou Escrita de acordo com o Som).
Tendo sido demitido de Wotton por motivos religiosos, Isaac Pitman, para encorajar a adoção de seu sistema, foi ensinar taquigrafia no Phonetic Institute, em Bath (1839-1843). Fundou sua própria escola no ano de 1843, oferecendo cursos de instrução de taquigrafia via correspondência. Assim, a taquigrafia começou a ser mais difundida em meados do século XIX, pelo Correspondence Colleges.
Ele iniciou essa nova forma de transmissão de conhecimentos (denominada ensino por correspondência) com o intuito de dar formação a grupos de pessoas que, por motivos geográficos, econômicos e sociais, não podiam se deslocar aos centros de ensino tradicionais. Pitman também tinha a finalidade de reduzir o volume das apostilhas.
O ensino por correspondência conheceu sua expansão e importância significativas em países anglo-saxônicos e nórdicos, sendo voltado especialmente para o ensino básico e para o ensino técnico, bem como limitado didaticamente à forma escrita. Pitman dedicou-se também ao seu jornal.

## Vegetarianismo

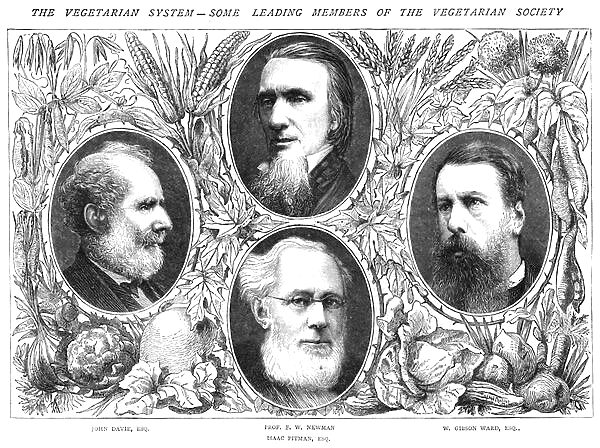
Ilustração publicada em The Graphic, 4 de julho de 1874.Retrata: Francis William Newman (1805-1897), Isaac Pitman (1813-1897), William Gibson Ward (1819-1882) e John Davie (1800-1891) líderes da Sociedade Vegetariana.

Em 1837, Pitman interrompeu o uso de todas as bebidas alcoólicas e tornou-se vegetariano, ambas práticas para toda a vida. Ele também não fumava.

Pitman defendeu uma dieta vegetariana simples. Ele foi vice-presidente da Sociedade Vegetariana. Em uma carta de 1879 ao The Times (Londres), ele atribuiu sua excelente saúde e sua capacidade de trabalhar longas horas à sua dieta vegetariana e abstinência de álcool. Seu irmão Benjamin observou que Pitman "se tornou vegetariano, não por motivos religiosos, mas humanitários e fisiológicos". 